# Абдусалам Абубакар
Абдусалам Абубакар (13 червня 1942 , Мінна, Northern Regiond ) — нігерійський державний діяч, президент країни з 9 червня 1998 року по 29 травня 1999 року.

## Біографія
Абдулсалам Алхаджі Абубакар за національністю — гбарі. Початкову освіту він здобув у рідному місті, потім закінчив технічний інститут у Кадуні. Згодом він вступив до лав збройних сил Нігерії. Проходив службу в Тимчасових силах ООН в Лівані, потім дослужився до начальника штабу оборони. Одружений, має шістьох дітей.

## Президентство
Незважаючи на те, що демократичні вибори були проведені в 1993 році, вони були скасовані генералом Ібрагімом Бабангідою. Потім, після короткого цивільного правління до влади знову прийшли військові. Абдусалам Абубакар був приведений до присяги як президент 9 червня 1998 року, після несподіваної смерті Абача. Абубакар оголосив про тижневу національну жалобу в пам'ять про померлого попередника.
Через кілька днів після вступу на посаду, Абубакар обіцяв провести демократичні вибори протягом року і передати владу обраному президенту. Він створив Незалежну національну виборчу комісію (ІНЕК), призначивши колишнього суддю Верховного суду Ефрейма Акпату головою. ІНЕК провів серію виборів у районах місцевого самоврядування в грудні 1998 року, далі вибори губернаторів штатів, Національної асамблеї і, нарешті, вибори президента країни 27 лютого 1999 року. Хоча були зроблені зусилля для забезпечення того, аби вибори стали вільними і справедливими, були численні порушення, які викликали критику іноземних спостерігачів.
На відміну від своїх попередників, Абубакар стримав своє слово і передав владу обраному президенту Олусегуном Обасанджо 29 травня 1999 року. Саме за час його керівництва Нігерія утвердила свою нову конституцію 5 травня 1999 року, яка набрала чинності вже коли Обасанджо став президентом.